# Stolon
U biologiji, stoloni (od Latinskog stolō "grana"), u narodu poznati kao vreže su horizontalne veze između organizama. Mogu biti sastavni deo organizama, ili njihovih skeleta; tipično, životinjski stoloni su egzoskeleti.

## U botanici
U botanici, stoloni su stabljike koje rastu na površini tla ili odmah ispod površine tla, gde formiraju adventivno korenje u čvorovima, i nove biljke od pupoljaka. Stoloni se još nazivaju i vrežama. Za razliku od rizoma, koji su stabljike slične korenu, koje mogu rasti i horizontalno na površini tla, ili pod drugim orjentacijama pod zemljom. To znači da se ne nazivaju sva horizontalna stabla stolonima. biljke koje prave stolone se nazivaju stoloniferozne.
Stolon služi za propagaciju biljke, gde iz boljke majke nastaje niz potomaka, klonova koji su genetski identični sa majkom. Ovakve skupine se nazivaju klonske kolonije, ili geneti.

### Morfologija
Stoloni mogu ali i ne moraju imati duge međučvorove. Listovi duž stolona su obično vrlo sitni, mada u vrlo retkim slučajevima kao npr kod Stachys sylvatica mogu biti i normalne veličine.
Stoloni izbijaju iz podnožja biljke. Kod Jagoda, kruna biljke iz koje izbijaju stoloni, se nalazi iznad površine; kod mnogih lukovica i biljaka sa rizomima, stoloni ostaju ispod površine i formiraju izdanke koji izbijaju na površinu na kraju, ili na mestu čvora. Čvorovi stolona puštaju koren, obično sa svih strana čvora, i hormoni koje korenje proizvodi, podstiču stolone da stvaraju izdanke s normalnim listovima. Uobičajeno da je po formiranju nove biljke, stolon odumire za godinu dve, dok rizomi opstaju godinama, i često tokom celog životnog veka biljke, i nastavljaju aktivno da rastu svake godine. Horizontalni rast stolona je rezultat uticaja mnoštva hormona koji nastaju na tački rasta, kao i u matičnoj biljci, i neka istraživanja pokazuju da na rast i rizoma i stolona utiče količina svetlosti kojoj je biljka izložena, pri čemu biljke koje su izložene naizmeničnom svetlu i hladu, proizvode više granjanja od biljaka koje su uvek na suncu, ili uvek u hladu.

Mnoge biljke imaju rizome koji rastu na površini, uključujući vrste Irisa i mnogih orhideja.

T. Holm (1929) je ograičio upotrebu pojma rizom na horizontalne, obično podzemne stabljike koje proizvode koren sa svoje donje strane, a zelene listove sa svoje gornje strane, direktno iz plumule embriona. Stolone je prepoznao kao bočne podzemne granekoje ne daju zelene listove već samo male membrenaste listiće.

### Biljke sa stolonima
Kod nekih vrsta Cyperus stoloni se završavaju krtolama; krtole su zadebljani stoloni koji formiraju novu biljku.
Neke vrste puzavih biljaka mogu da formiraju adventitivno korenje, ali se ne smatraju za stoloniferzne biljke: stolon raste iz postojećeg stabla i proizvodi celu novu jedinku. Primeri nekih biljaka koje se rzmnožavaju putem stolonazključuju neke vrste roda Argentina, Cynodon, Jagoda, and Pilosella, Zoysia japonica, Ljutića.
U biljke sa podzemnim stolonima, spadaju i mnoge trave, Ajuga, Nana, and Stachys.
Đurđevak (Convallaria majalis) ima rizome koji daju stabljike nalik stolonima, koje nazivamo stoloniferni rizomiili leptomorfni rizomi. Brojne vrste imaju stoloniferne rizomeuključujući Astere. Ovakvi rizomi su dugi i tanki, imaju duge međučvorove, i nisu ograničeni po pitanju dužine rasta, na čvorovima daju bočne pupoljke, koji najčešće ostaju dormantni.
Kod krompira, stoloni počinju da rastu u roku od 10 dana nakon što biljka izbije iznad zemlje, i krtole se obično pojavljuju na krajevima stolona. Krtole su modifikovani stoloni koji drže zalihe hrane, sa par pupoljaka koji izrastaju u stabljike. Pošto nije rizom, ne proizvodi korenje, ali zato nova stabljika koja raste ka površini, proizvodi korenje. 
Hydrilla koristi stolone koji proizvode krtole da se razmnožava i da preživi sušne periode u vodenim habitatima.
Erythronium, poznat kao Pasji Zub, ima bele stolone koji izbijaju iz lukovice. Većina ih raste horizontalno, ispod zemlje ili uz samu površinu zemlje a ispod opalog lišća. Veliki broj lukovica proizvode stolone, kao npr Erythronium propullans. cvetajuće biljke obično ne proizvode stolone.
Convolvulus arvensis je vrsta korova koji se širi putem podzemnih stolona koji proizvode rizome.
Pri proučavanju vrsta trava koje proizvode stolone ili rizome, ili oboje, zabažene su morfološke i fiziološke razlike. Stoloni imaju duže međučvorove, i služe za traženje svetla, i za razmnožavanje biljke, dok rizomi služe kao skladištni organi za ugljene hidrate i održavanje  meristema biljke kako bi ona preživela iz godine u godinu.

## U mikologiji
U mikologiji, stoloni su definisani kao povremeno septatne hife, koje povezuju sporangiofore. Korenaste strukture zvane rizoidi se takođe mogu javiti na stolonima, i učvršćuju hifu za substrat. Stoloni se često sreću kod hlebne buđi, i često se šire horizontalno kroz buđ.

## U zoologiji
Neke morske mahovine formiraju kolonije gde se pojedine jedinice povezuju stolonima.
Neki kolonijalni Žarnjaci se razvijaju kao stoloni sa međusobno povezanim meduzoidnim strukturama koje se u kasnijim stadijumima razdvajaju.
Neke životinje, kao npr određeni Polychaeta iz roda Myrianida, formiraju stolone koji sadrže jaja ili spermu koje vuku za svojim telom.

## Paleontologija
Smatra se da su se Rangeomorphs iz Edijakarijuma razmnožavali putem stolona.